# Ranunculus chuanchingensis
Ranunculus chuanchingensis L. Liou – gatunek rośliny z rodziny jaskrowatych (Ranunculaceae Juss.). Występuje endemicznie w Chinach, w południowej części prowincji Qinghai oraz północno-wschodnim Syczuanie. 

## Morfologia
PokrójBylina o lekko owłosionych pędach. Dorasta do 5–10 cm wysokości.
LiścieSą trójdzielne. Mają owalnie okrągły kształt. Mierzą 0,5–1,5 cm długości oraz 1–2,5 cm szerokości. Są skórzaste. Nasada liścia ma prawie ucięty kształt. Ogonek liściowy jest nagi i ma 1–4 cm długości.
KwiatySą pojedyncze lub zebrane w parach. Pojawiają się na szczytach pędów. Mają żółtą barwę. Dorastają do 20–32 mm średnicy. Mają 5 owalnych działek kielicha, które dorastają do 6–7 mm długości. Mają 5 owalnych płatków o długości 10–16 mm.

## Biologia i ekologia
Rośnie na górskich łąkach. Występuje na wysokości około 4900 m n.p.m. Kwitnie od czerwca do lipca. 